# Gagarinsky (huyện)
Huyện Gagarinsky (tiếng Nga: ? райо́н) là một huyện hành chính tự quản (raion), của Tỉnh Smolensk, Nga. Huyện có diện tích 2899 kilômét vuông, dân số thời điểm ngày 1 tháng 1 năm 2000 là 50000 người. Trung tâm của huyện đóng ở Gagarin.